# The Holly and the Ivy (brano musicale)
The holly and the ivy ("L'agrifoglio e l'edera"; pronuncia /ðə ˈholɪ ənd ði ˈajvɪ/) è un tradizionale canto natalizio inglese, il cui testo è apparso per la prima volta in un volantino del 1710, ma fu ufficialmente pubblicato solo nel 1871 nella raccolta, curata da Henry Ramsden Bramley e da John Stainer, Christmas Carols New and Old. Il brano è accompagnato da una melodia popolare francese dell'XI secolo. 

La versione tuttora comunemente utilizzata si basa sull'arrangiamento fatto da Cecil Sharp e pubblicato nel 1911 nella raccolta English-Folk Carols.

## Testo
Il testo è di carattere religioso e, similmente ad un altro canto natalizio inglese, il Sans Day Carol (noto anche come The Holly Bears a Berry e il cui testo è quasi identico), paragona - in una sorta di sincretismo tra usanze per lo più pagane e il credo cristiano - le proprietà dell'agrifoglio (l'edera è nominata solo marginalmente, nella prima e nell'ultima strofa) agli eventi relativi alla Nascita di Gesù:
The holly and the ivy, when they are both full grown,
Of all the trees that are in the wood, the holly bears the crown.
Ritornello:
Oh, the rising of the sun and the running of the deer,
The playing of the merry organ, sweet singing in the choir.
The holly bears a blossom as white as lily flower,
And Mary bore sweet Jesus Christ to be our sweet saviour
Ritornello
The holly bears a berry as red as any blood,
And Mary bore sweet Jesus Christ to do poor sinners good.
Ritornello
The holly bears a prickle as sharp as any thorn,
And Mary bore sweet Jesus Christ on Christmas Day in the morn.
Ritornello
The holly bears a bark as bitter as any gall,
And Mary bore sweet Jesus Christ for to redeem us all.
Ritornello

## La canzone nel cinema
- Al titolo del brano si ispira chiaramente quello dell'omonimo film del 1952 diretto da George More O'Ferrall  tratto da un'opera di Wynard Browne[1][6]